# Région de Gendarmerie des Pays de la Loire
La Région de Gendarmerie des Pays de la Loire (RGPL) est une entité militaire responsable de l'ensemble des unités de la Gendarmerie départementale basée dans la région administrative des Pays de la Loire.
Elle est composée de cinq groupements de Gendarmerie départementale (GGD) et de deux sections de recherches (SR).

## Histoire

### Circonscription régionale de Gendarmerie du Centre (1967-1991)
En 1967, la France métropolitaine est organisée en 7 régions militaires. Chaque région militaire comporte un commandement régional de gendarmerie nationale (CRGN) subordonné de plusieurs commandements de circonscription régionale de gendarmerie (CCRG), correspondant aux régions administratives qui le composent. La totalité des formations de la Gendarmerie départementale et mobile, stationnées sur le territoire de chaque région administrative, est placée sous l'autorité d'un CCRG. Ainsi, la Circonscription Régionale de Gendarmerie des Pays de la Loire est créée et subordonnée au 3e CRGN de Rennes. Elle est composée de cinq groupements de gendarmerie départementale (GGD), correspondant aux différents départements qui composent la région Pays de la Loire, et du 10e Groupement de gendarmerie mobile (GGM).
En 1979, les Circonscriptions régionales prennent l'appellation de Légion de Gendarmerie (LG).

### Légion de Gendarmerie Départementale du Centre (1991-2005)
Le 1er septembre 1991, la Gendarmerie est réorganisée en 9 circonscriptions, correspondant aux 9 régions militaires. Sur l'ensemble du territoire national, les légions de gendarmerie départementale (LGD) et mobile (LGM) sont créées. Ainsi, les commandements des unités de gendarmerie départementale et mobile deviennent distincts au sein des régions administratives. La LG Pays de la Loire prend l'appellation de LGD des Pays de la Loire, tandis que les escadrons du 10e GGM sont transférés au sein du groupement III/3 de Gendarmerie mobile, nouvellement créé et subordonné à la 3e LGM. La LGD des Pays de la Loire et la 3e LGM sont alors subordonnées à la circonscription de Gendarmerie de Rennes de la région de Gendarmerie Atlantique à Bordeaux.
En 2000, la région de Gendarmerie de l'Atlantique est dissoute et les circonscriptions de gendarmerie prennent l'appellation de région de gendarmerie.

### Région de Gendarmerie du Centre (depuis 2005)
En 2005, les légions de gendarmerie départementale prennent l'appellation de régions de gendarmerie et sont alors directement subordonnées à la direction générale de la Gendarmerie nationale.

## Organisation
En 2022, l'unité comptait cinq groupements de gendarmerie départementale (GGM) correspondant aux cinq départements composant la région des Pays de la Loire. Bien qu'il n'y ait pas de Cour d'Appel à Nantes, une section de recherches (SR) est officiellement créée à Nantes en 2020. Elle était auparavant rattachée à la SR d'Angers.
Chaque groupement a autorité sur plusieurs compagnies de Gendarmerie départementale (CGD), un escadron départemental de sécurité routière (EDSR) et une maison de protection des familles (MPF). En raison de leurs géographies ou la présence de certains établissements sensibles, certains groupements peuvent se voir subordonner d'autres unités spécialisées. Ainsi, la RGPL, qui est une région côtière traversée par la Loire, compte une brigade fluviale (BFG) et deux brigades nautiques (BN).
- Région de Gendarmerie Pays de la Loire (RGPL)
  - Groupement de Gendarmerie départementale de la Loire-Atlantique (GGD 44)
    - Brigade Fluviale Gendarmerie de Nantes
    - Brigade Nautique de Pornic
    - Compagnie de Gendarmerie départementale d'Ancenis
    - Compagnie de Gendarmerie départementale de Châteaubriant
    - Compagnie de Gendarmerie départementale de Nantes
    - Compagnie de Gendarmerie départementale de Pornic
    - Escadron Départemental et de Sécurité Routière de Loire-Atlantique (EDSR 44)
    - Maison de Protection des Familles de Loire-Atlantique (MPF 44)

  - Groupement de Gendarmerie départementale de Maine-et-Loire (GGD 49)[5]
    - Compagnie de Gendarmerie départementale d'Angers
    - Compagnie de Gendarmerie départementale de Cholet
    - Compagnie de Gendarmerie départementale de Saumur
    - Compagnie de Gendarmerie départementale de Segré-en-Anjou Bleu
    - Escadron Départemental et de Sécurité Routière de Maine-et-Loire (EDSR 49)
    - Maison de Protection des Familles de Maine-et-Loire (MPF 49)

  - Groupement de Gendarmerie départementale de la Mayenne (GGD 53)[6]
    - Compagnie de Gendarmerie départementale de Château-Gontier
    - Compagnie de Gendarmerie départementale de Mayenne
    - Escadron Départemental et de Sécurité Routière de la Mayenne (EDSR 53)
    - Maison de Protection des Familles de la Mayenne (MPF 53)

  - Groupement de Gendarmerie départementale de la Sarthe (GGD 72)[7],[8]
    - Compagnie de Gendarmerie départementale de la Flèche
    - Compagnie de Gendarmerie départementale de Mamers
    - Compagnie de Gendarmerie départementale du Mans
    - Escadron Départemental et de Sécurité Routière de la Sarthe (EDSR 72)
    - Maison de Protection des Familles de la Sarthe (MPF 72)

  - Groupement de Gendarmerie départementale de la Vendée (GGD 85)[9]
    - Brigade Nautique de Saint-Gilles-Croix-de-Vie
    - Compagnie de Gendarmerie départementale de Fontenay-le-Comte
    - Compagnie de Gendarmerie départementale de la Roche-sur-Yon
    - Compagnie de Gendarmerie départementale des Sables-d'Olonne
    - Escadron Départemental et de Sécurité Routière de la Vendée (EDSR 85)
    - Maison de Protection des Familles de Vendée (MPF 85)

  - Section de recherches d'Angers
  - Section de recherches de Nantes

### Autres unités implantées dans la région
Certaines unités stationnées en Pays de la Loire ne relèvent pas de l'autorité de la RGPL. Toutefois, en raison de leurs spécificités, ces unités peuvent être appelées à renforcer les gendarmes départementaux de la RGPL ou des régions limitrophes :
- Brigade de Gendarmerie maritime de Pornichet (Loire-Atlantique)
- Brigade de Gendarmerie maritime des Sables-d'Olonne (Vendée)
- Brigade de Gendarmerie des transports aériens de Nantes (Loire-Atlantique)
- Détachement aérien de la Gendarmerie de Saint-Nazaire (Loire-Atlantique)
- Escadron de Gendarmerie Mobile 16/3 de Mamers (Sarthe)
- Escadron de Gendarmerie Mobile 17/3 de Mayenne (Mayenne)
- Escadron de Gendarmerie Mobile 32/3 de Luçon (Vendée)
- Escadron de Gendarmerie mobile 35/3 de Saint-Nazaire (Loire-Atlantique)

## Écusson

Armoiries de Nantes

L'écusson de l'unité reprend les armoiries de la ville de Nantes.

## Commandants
- Général de division Roland Zamora : depuis le 1er septembre 2020

## Appellations
- Circonscription Régionale de Gendarmerie des Pays de la Loire : 1967 - 1979
- Légion de Gendarmerie des Pays de la Loire : 1979 - 1991
- Légion de Gendarmerie Départementale des Pays de la Loire : 1991 - 2005
- Région de Gendarmerie des Pays de la Loire : depuis 2005